# تیول (املاک)
تُیُول عبارت از واگذاری درآمد و هزینه ناحیه معینی از طرف پادشاه و دولت به اشخاص بر حسب لیاقت یا به ازای مواجب و حقوق سالیانه می‌باشد که در دوره ایلخانیان تا قاجاریه رواج داشته است.

## واژه‌شناسی
واژه تیول از نظر دستوری اسم و ریشه آن در زبان ترکی می‌باشد. این واژه با افعال کمکی بودن و دادن صرف می‌شود.

## تاریخچه
در دوره پیشامدرن ایران ظاهراً پس از قرن نهم، به اعطای پول یا زمین در ایران اطلاق می‌شده است. در برابر واگذاری تیول به یک نفر توقع می‌رفت او نیروی نظامی برایش مهیا سازد. تیول از جمله رانت‌های معروف نظام زمین‌داری ایران بوده است. کمیسیون اصلاحات اقتصادی نخستین مجلس شورای ملی تیول را ملغی کرد.